# Presidentsverkiezing
Presidentsverkiezingen zijn de verkiezing van een president. In veel landen wordt de president rechtstreeks door het volk gekozen, zoals de Franse president, maar in sommige landen wordt de president indirect verkozen, zoals de Duitse bondspresident. De president van de Verenigde Staten wordt evenmin direct gekozen. Dat gebeurt door kiesmannen, die per staat worden gekozen door de bevolking.
Iemand die zich kandidaat heeft gesteld voor de functie van president heet presidentskandidaat.

## Per land
- Amerikaanse presidentsverkiezingen
- Duitse presidentsverkiezingen
- Franse presidentsverkiezingen
- Mexicaanse presidentsverkiezingen
- Turkse presidentsverkiezingen